# Devisenoptionsgeschäft
Das Devisenoptionsgeschäft (englisch foreign exchange option) ist im Finanzwesen ein Optionsgeschäft, dem als Basiswert Devisen zugrunde liegen und das als Sicherungsgeschäft der Absicherung von Kursrisiken aus Devisenkursschwankungen dient.

## Allgemeines
Devisenkurse unterliegen mehr oder weniger großen Schwankungen, die für Anleger, Exporteure oder Importeure kaum vorhersehbar und nicht kalkulierbar sind. Diese Marktteilnehmer sind jedoch beim Geschäftsabschluss in Fremdwährung darauf angewiesen, ihr damit verbundenes Ziel (Rendite oder Gewinn) auch realisieren zu können. Dieses Ziel könnte jedoch durch die nach Geschäftsabschluss eintretenden Veränderungen des Wechselkurses (im Extremfall durch Abwertung oder Aufwertung) konterkariert werden. Um dies zu verhindern, können als Sicherungsgeschäfte insbesondere Devisentermingeschäfte oder Devisenoptionen getätigt werden.

## Rechtsfragen
In § 2 Abs. 3 Nr. 1 WpHG gelten Optionsgeschäfte als Derivate, weil sie zeitlich verzögert zu erfüllen sind und sich deren Wert unmittelbar oder mittelbar vom Preis oder Maß eines Basiswertes ableitet. Eine gleichlautende Formulierung enthält § 1 Abs. 11 KWG.
Die Devisenoption ist ein Finanzkontrakt, dem ein Optionsvertrag zugrunde liegt und der folgende Vertragsbestandteile beinhaltet:
- Optionsart: Kaufoption oder Verkaufsoption,
- Ausübung: europäische oder amerikanische Option,
- Ausübungspreis,
- Ausübungszeitpunkt,
- Nennwert und Währung und
- Optionspreis.

Der Ausübungszeitpunkt muss innerhalb des Ausübungszeitraums liegen. Wird die Option nicht ausgeübt, entfallen Ausübungspreis und Ausübungszeitraum; der Optionspreis ist dessen ungeachtet zu entrichten.

## Arten
Wie bei sämtlichen Optionen gibt es Kaufoptionen und Verkaufsoptionen. Der Inhaber einer Kaufoption hat das Recht (aber nicht die Pflicht), Devisen zu einem im Voraus vereinbarten Preis (dem Ausübungspreis) in einer im Voraus vereinbarten Menge zum Ausübungszeitpunkt vom Stillhalter zu kaufen. Umgekehrt hat der Inhaber einer Verkaufsoption das Recht (aber nicht die Pflicht), innerhalb eines bestimmten Zeitraums (amerikanische Option) oder zu einem bestimmten Zeitpunkt (europäische Option) bestimmte Devisen zu einem im Voraus festgelegten Ausübungspreis an den Stillhalter zu verkaufen. Im Gegensatz zum Verkäufer geht der Käufer einer Option keine feste Verpflichtung ein, und sein Risiko beschränkt sich allein auf den Verlust der Optionsprämie.